# Seleção Brasileira de Futebol de Salão Masculino (CNFS)
Seleção Brasileira de Futebol de Salão da CNFS é a seleção oficial de futebol de salão do Brasil, que participa dos campeonatos regidos pela AMF - Associação Mundial de Futsal, nas regras FIFUSA, e que tem como unidade organizadora a Confederação Nacional de Futebol de Salão, criada em 8 de março de 1991.
O Brasil participou de dez edições do Campeonato Mundial de Futebol de Salão, tendo sido o país-sede em 1982. A seleção brasileira de futebol de salão nas regras FIFUSA foi duas vezes campeã mundial (1982 e 1985).

## Principais conquistas do futebol de salão nas regras FIFUSA/AMF

### Títulos
- Mundiais: 2 (1982, 1985)
- Pan-Americanos: 2 (1980, 1984)
- Sul-Americanos: 9 (1969, 1971, 1973, 1975, 1977, 1979, 1983, 1986, 1989)

#### Campanhas de destaque
- 2010 - 3º colocado no Pré-Mundial Acord 60 anos de Futebol de Salão (AMF)[3]
- 2011 - Vice-campeã do I Torneio Internacional Profissional de Futebol de Salão (AMF)[4]
- 2013  Medalha de bronze nos Jogos Mundiais[5]

## Elenco atual

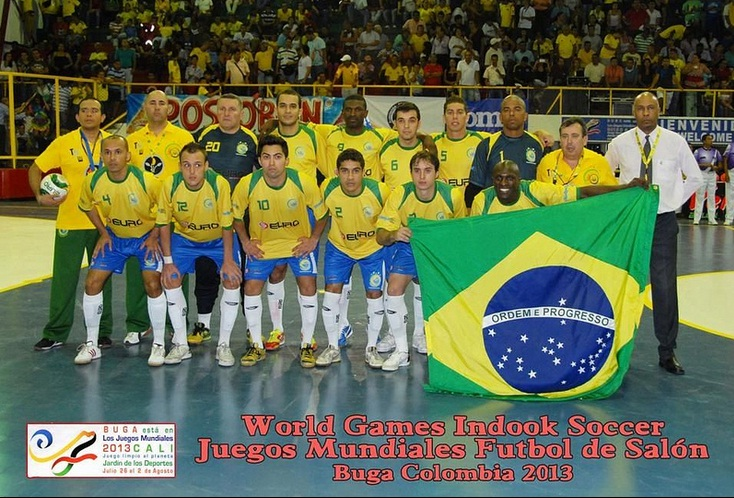
Seleção Brasileira de Futebol de Salão - Medalha de bronze

*Atualizado em 8 de abril de 2015.
Legenda
- : Capitão

## Estatísticas

### Campeonatos Mundiais FIFUSA/AMF

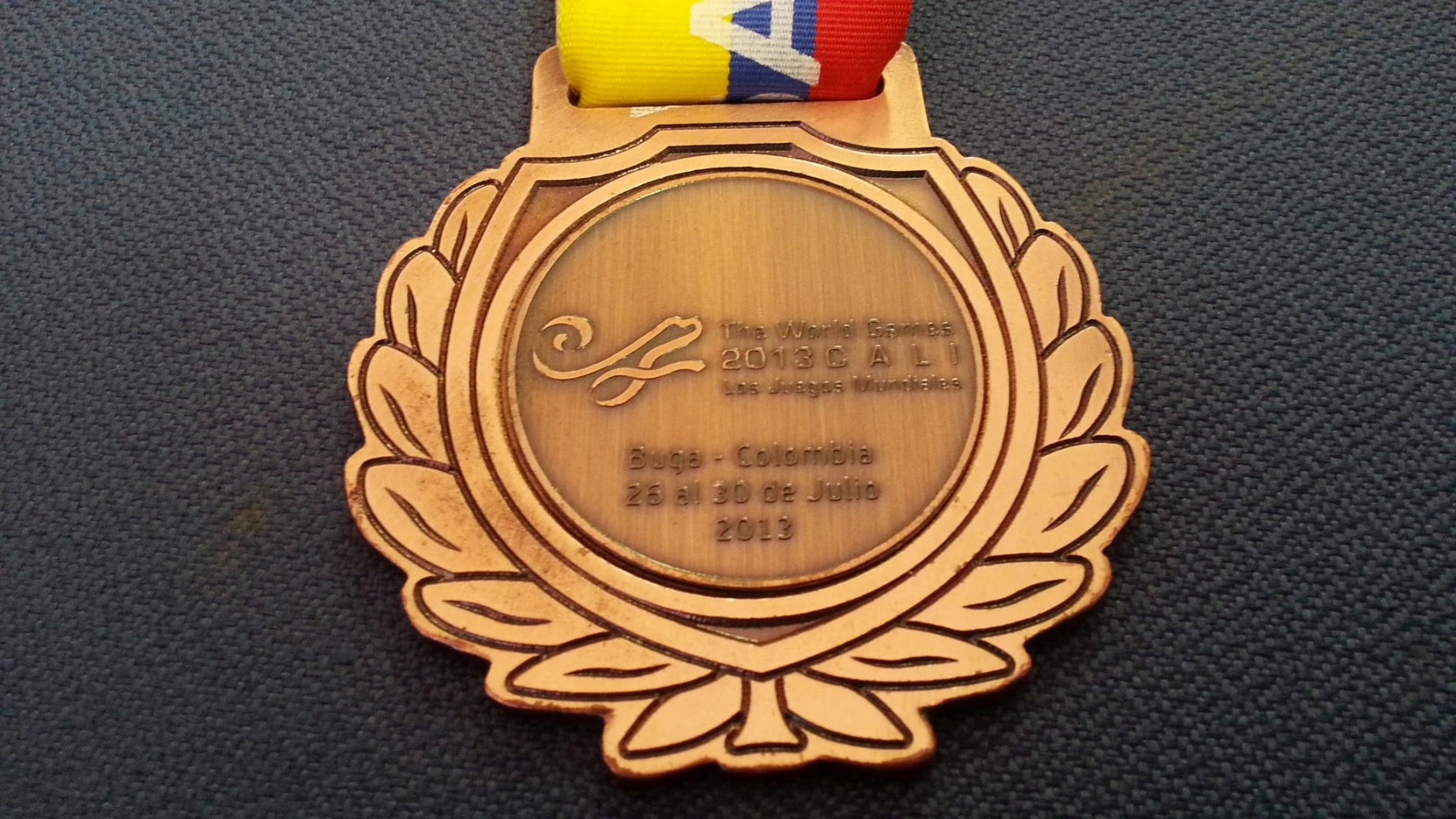
Medalha de bronze conquistada pelo Brasil nos Jogos Mundiais na Colômbia em 2013.

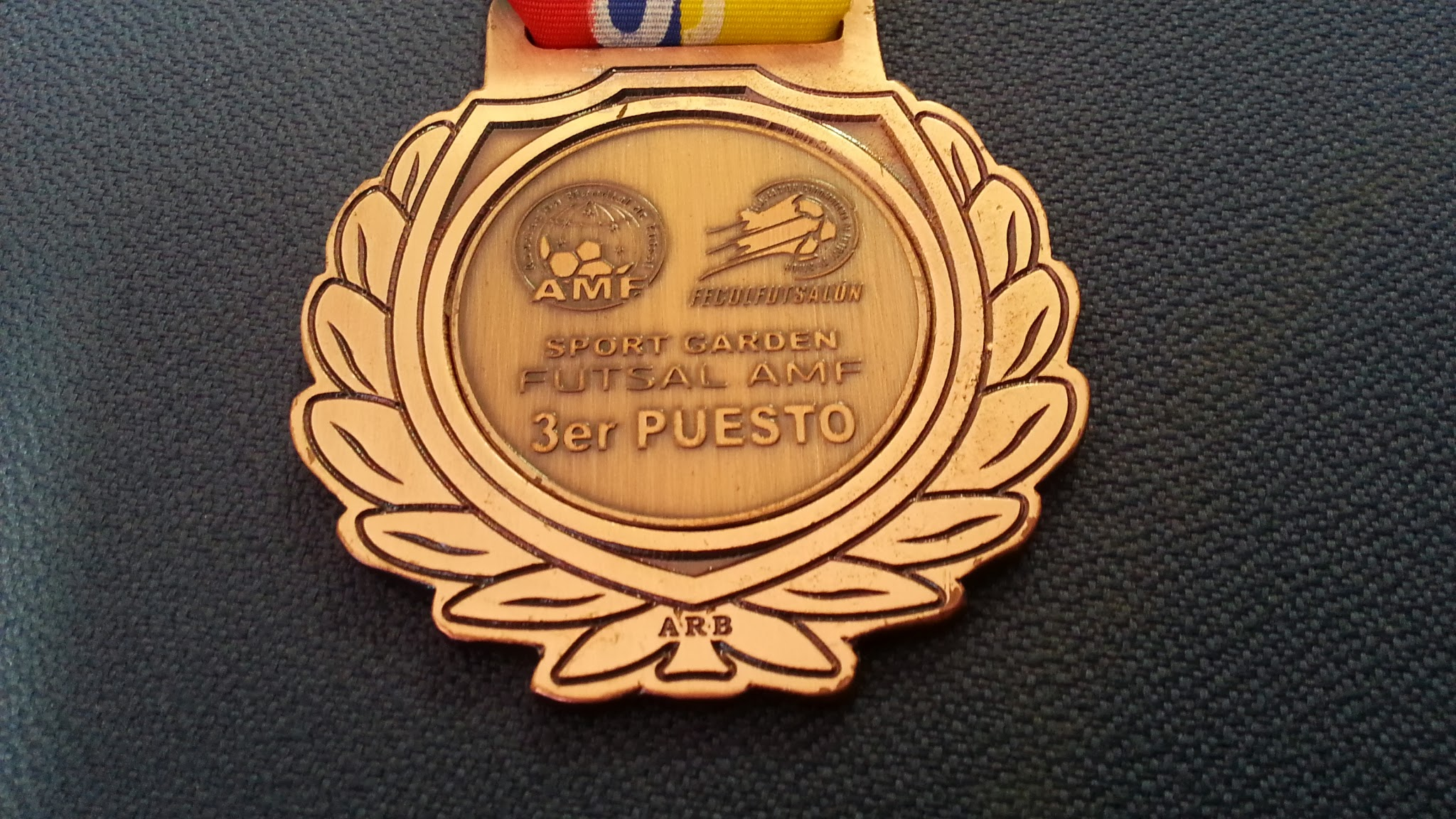
Medalha de bronze (verso da medalha).

| Ano               | Rodada           | Posição        |
| ----------------- | ---------------- | -------------- |
| Brasil 1982       | final            | campeão        |
| Espanha 1985      | final            | campeão        |
| Austrália 1988    | final            | vice-campeão   |
| Itália 1991       | semifinais       | 3º             |
| Argentina 1994    | semifinais       | 4º             |
| México 1997       | semifinais       | 3º             |
| Bolívia 2000      | quartas de final | 5º             |
| Paraguai 2003     | quartas de final | 7º             |
| Argentina 2007    | não participou   | não participou |
| Colômbia 2011     | primeira fase    | 9º             |
| Bielorrússia 2015 | primeira fase    | 10º            |

### Jogos Mundiais
| Ano       | Rodada     | Posição           |
| --------- | ---------- | ----------------- |
| Cali 2013 | semifinais | Medalha de bronze |